# Manganine
Manganine is de handelsnaam voor een koperlegering van 82-84% koper, 12-15% mangaan en 2-4% nikkel. Het werd voor het eerst ontwikkeld door Edward Weston.
Manganine heeft een zeer lage thermo-elektrische spanning (2 μV/K) ten opzichte van koper en kan hierdoor met voordeel toegepast worden in elektrische meetinstrumenten. Manganinefolie en -draad wordt gebruikt bij de fabricage van elektrische weerstanden, voornamelijk shuntweerstanden voor ampèremeters, omdat de weerstand zeer weinig verandert met de temperatuur en langdurig stabiel blijft.

## Fysische eigenschappen
Soortelijke weerstand = 0,43·10−6 — 0,48·10−6 Ωm
Temperatuurcoëfficiënt = 0,01·10−3 K −1
Soortelijke massa = 8,4·103 kg/m3
Lineaire uitzettingscoëfficiënt = 14·10−6 — 19·10−6 K bij 20°C — 100°C
Elasticiteitsmodulus = 124 — 159 GPa
Smeltpunt = 960 °C